# Two Daughters of Eve
Two Daughters of Eve è un cortometraggio muto del 1912 diretto da David W. Griffith e sceneggiato da George Hennessy.

## Produzione
Il film fu prodotto dalla Biograph Company e venne girato a New York.

## Distribuzione
Distribuito dalla General Film Company, il film - un cortometraggio in una bobina - uscì nelle sale statunitensi il 19 settembre 1912. Il 26 novembre 1915, ne venne presentata una riedizione. La pellicola, ancora esistente, una copia positiva in 16mm., è conservata nell'archivio di una collezione privata.